# Македония свободна
„Македония свободна“ (картини от великата освободителна епопея в 4 действия) е българска опера. 
Либретист е Антон Берсенев (Г. Т. Стоянович), музиката е на Димитър Хаджигеоргиев, режисьор е Кръстьо Сарафов, диригент е Георги Атанасов, а диригент на хора – Константин Рамаданов, пианист е Хенрих Визнер, а балетист-хореограф Руска Колева. Участват артистите Т. Георгиева (в ролята на Македония), Иван Вулпе (дядо Дило), П. Димитров (Бойко), М. Иванова (Милка) и други.
Целта ѝ е да увековечи за поколенията безпримерния подвиг и възторженото посрещане на освободителите на Македония през войните за национално обединение. За първи път е изпълнена на 22 януари 1916 година в Музикалното училище в София и получава одобрение от специалистите, след което е направена официална премиера на 9 май 1917 година в Народния театър в София.